# Gliese 570
Gliese 570 és un sistema estel·lar triple situat a 19,2 anys llum del sistema solar a la constel·lació de la Balança. El sistema es compon d'una nana taronja —l'estel principal—, un sistema binari de dues nanes vermelles i una nana marró més allunyada. S'hi localitza al sud-oest de Zubenelgenubi (α Librae) i al nord-oest de Brachium (σ Librae). És l'estel més proper nosaltres dins de la constel·lació de la Balança.

## Gliese 570 A
Gliese 570 A (HD 131977 / HR 5568 / LHS 387), l'estel primari del sistema, és una nana taronja de tipus espectral K4V amb una temperatura de 4.622 K. Té una massa de 0,78 masses solars i el seu radi és un 27% més petit que el del Sol. El seu període de rotació és inferior a 17 dies. Llueix amb una lluminositat equivalent al 21% de la lluminositat solar i té una metal·licitat —basada en l'abundància relativa de ferro— similar a la solar ([Fe/H] = +0,03). És una variable BY Draconis la lluentor de la qual fluctua 0,04 magnituds, rebent la denominació, quant a estel variable, de KX Librae.

### Gliese 570 Ab
Gliese 570 Ab va ser la denominació d'un hipotètic planeta extrasolar en òrbita al voltant de Gliese 570 A. El planeta va ser conjeturat per Martin Kürster en 1998, va ser posteriorment refutat en 2000.

## Gliese 570 BC
Gliese 570 BC és un sistema binari format per dues nanes vermelles que completen una volta al voltant del centre de masses comú cada 308,88 dies. Gliese 570 B (HD 131976 / LHS 386) es mou a una distància mitjana de 0,31 ua respecte al centre de masses BC, mentre que Gliese 570 C es mou a 0,48 ua del mateix.
Gliese 570 B té tipus espectral M1.5V i una temperatura efectiva de 3.500 K, i la seva lluminositat és igual al 6% de la lluminositat solar. El seu radi equival a 2/3 parts del radi solar i té una massa de 0,59 masses solars. Gliese 570 C, més tènue, és de tipus M3V i és 3 vegades menys lluminosa que la seva companya. La seva temperatura efectiva és de 3.270 K i el seu radi equival al 43 % del que té el Sol. Té una massa de 0,39 masses solars. El parell està separat de Gliese 570 A unes 190 ua, completant una òrbita cada 2.130 anys; no obstant això, una rellevant excentricitat orbital (ε = 0,20) fa que la separació entre A i el parell BC varie entre 227 i 181 ua; l'últim periastre va tenir lloc en 1689.

## Gliese 570 D
Gliese 570 D, l'objecte més allunyat del sistema, ha estat observat a més de 1.500 ua del sistema triple, cosa que implica que el seu període orbital és superior a 43.000 anys. És una nana marró de metà amb una temperatura de sols 500 °C. La seva massa s'estima en 50 ± 20 vegades la massa de Júpiter, estant catalogada com de tipus T7-8V. La seva edat s'estima entre 2.000 i 5.000 milions d'anys.